# Damaskenerstål

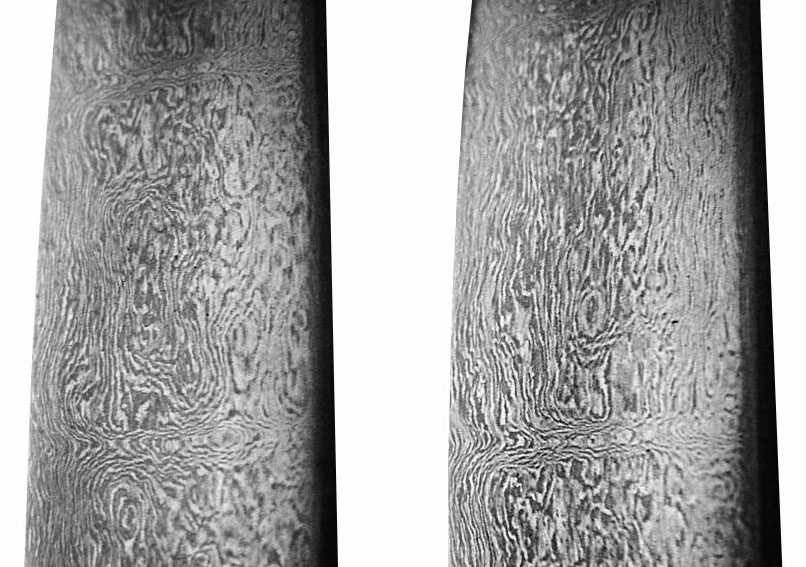
Närbild av ett persiskt damaskussvärd från 1209-talet. Notera skillnaden gentemot mönstervällt stål.

Damaskenerstål är ett degelstål, som sedan äldsta tider framställts i Indien, Iran och Syrien. 
Stålet framställs i små deglar genom rensmältning av ren järnmalm eller mycket mjukt järn med grenar och blad av bestämda växter. Deglarna uppvärms mycket långsamt (ca 4 timmar), varefter det smälta stålet får stelna i deglarna. Under smältningen sker en cementering av järnet och under avkylningen utskiljs den bildade järnkarbiden som ådror av cementit i stålet.
Denna cementitbildning bildar vid avslipning, polering och etsning ett upphöjt, invecklat mönster av båglinjer.  Vid upphettning över 750°C går cementiten i lösning och försvinner, varför all värmebehandling måste ske under denna temperatur för att mönstret ska bibehållas.
Stålet har traditionellt mest använts till finare vapen.